# 華碩ZenFone 11 Ultra
華碩Zenfone 11 Ultra 是一款由華碩製造及生產的Android智慧型手機系列，屬該公司ZenFone系列的第十一世代產品，於2024年3月14日發佈。